# Nummerskiva

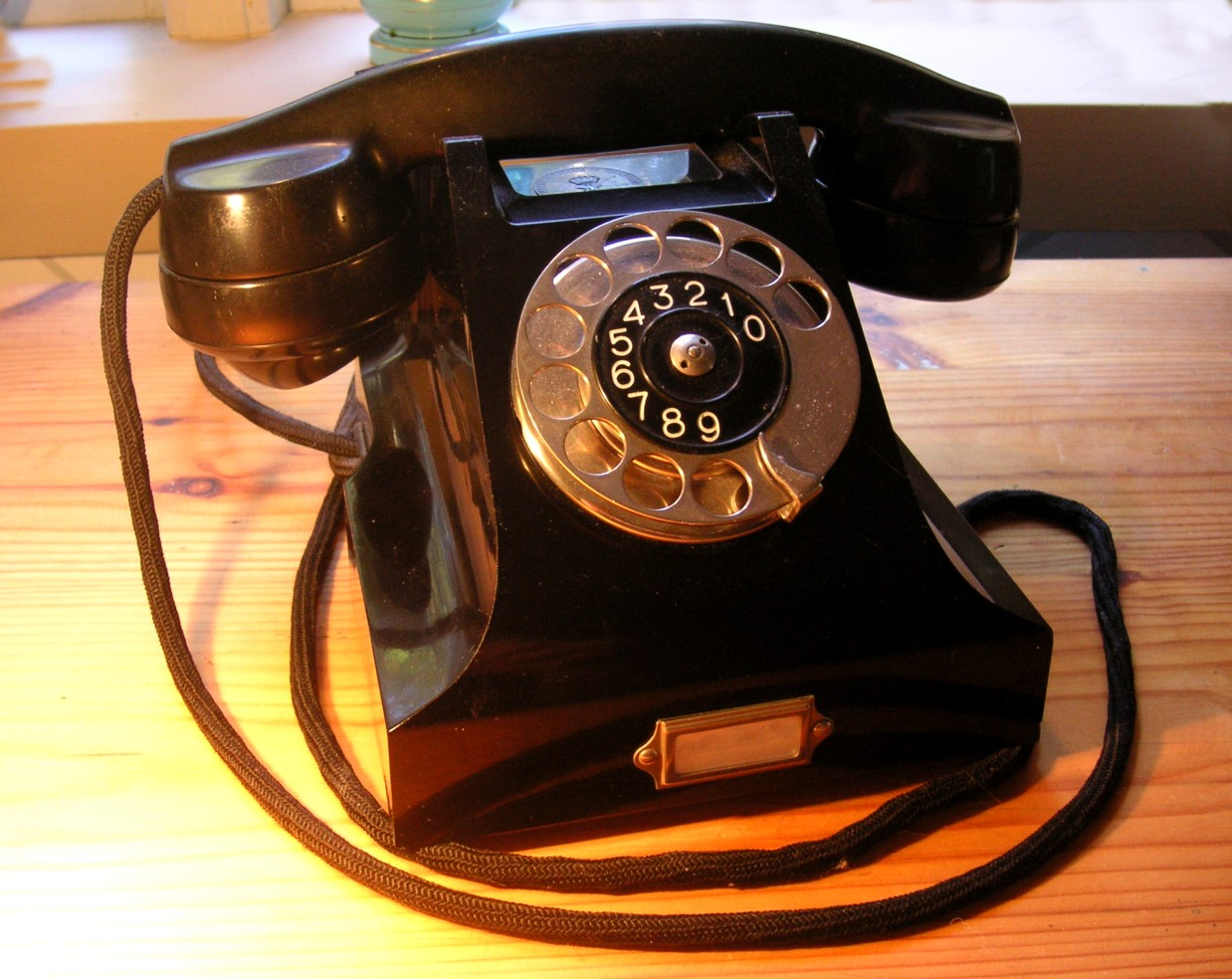
LM Ericssons första bakelittelefon från 1931 med fingerskiva i metall.

Nummerskiva eller fingerskiva, vardagligt och ålderdomligt även petmoj, är en rund, roterbar skiva på äldre fasta telefoner, som används för att slå telefonnumret med. De var vanliga fram till 1990-talet, då de alltmer började ersättas av knapptelefoner.
Fingerskivan var en amerikansk uppfinning från 1896. Den möjliggjorde automatiseringen av telefontrafiken. I USA infördes det från sekelskiftet 1900, i Europa omkring 1910 (bland annat i München). I Sverige inleddes automatiseringen under 1920-talet, och avslutades omkring 1950, då de sista landsbygdsväxlarna automatiserades.
En fingerskiva har 10 hål och varje hål har också en siffra. För att ringa stoppar man in fingret i ett hål vid önskad siffra och vrider fingerskivan tills det tar stopp, därefter släpper man fingerskivan som återgår till sitt ursprungliga läge med hjälp av ett fjäderverk. Proceduren upprepas sedan tills alla siffror i telefonnumret är slagna. Två kontakttungor påverkas av ett hjul med blad eller taggar, och på så sätt genereras ett antal elektriska impulser som räknas av telefonväxeln. Normalt genereras lika många impulser som antalet hål man drar. I de flesta länder i världen har fingerskivorna siffran 1 först och därefter siffran 2 osv., vilket genererar lika många impulser. Den sista siffran brukar vara siffran 0 som då kommer efter siffran 9. I Sverige är fingerskivorna lite annorlunda. Där är siffran 0 först och siffran 9 sist, och en impuls motsvarar siffran 0 och tio impulser siffran 9.